# Ред Рок (округ Пинал, Аризона)
Ред Рок (енгл. Red Rock, Pinal County) насељено је место без административног статуса у америчкој савезној држави Аризона.

## Демографија
По попису из 2010. године број становника је 2.169.
| Група             | 2000.    | 2010.         |
| Белци             | 0 (0,0%) | 1.437 (66,3%) |
| Афроамериканци    | 0 (0,0%) | 42 (1,9%)     |
| Азијати           | 0 (0,0%) | 22 (1,0%)     |
| Хиспаноамериканци | 0 (0,0%) | 603 (27,8%)   |
| Укупно            | 0        | 2.169         |